# Parasmittina santacruzana
Parasmittina santacruzana är en mossdjursart som beskrevs av Jacqueline A. Soule 2002. Parasmittina santacruzana ingår i släktet Parasmittina och familjen Smittinidae. Inga underarter finns listade i Catalogue of Life.